# SCMaglev and Railway Park
Le SCMaglev and Railway Park (リニア・鉄道館〜夢と想い出のミュージアム〜, Rinia Tetsudōkan・Yume to Omoide no Myūjiamu) est un musée ferroviaire situé dans l'arrondissement de Minato à Nagoya, au Japon.
Le musée est la propriété de la Central Japan Railway Company (JR Central).

## Histoire
Le musée est inauguré le 1er mars 2011 et est ouvert au public le 14 mars 2011.

## Collection

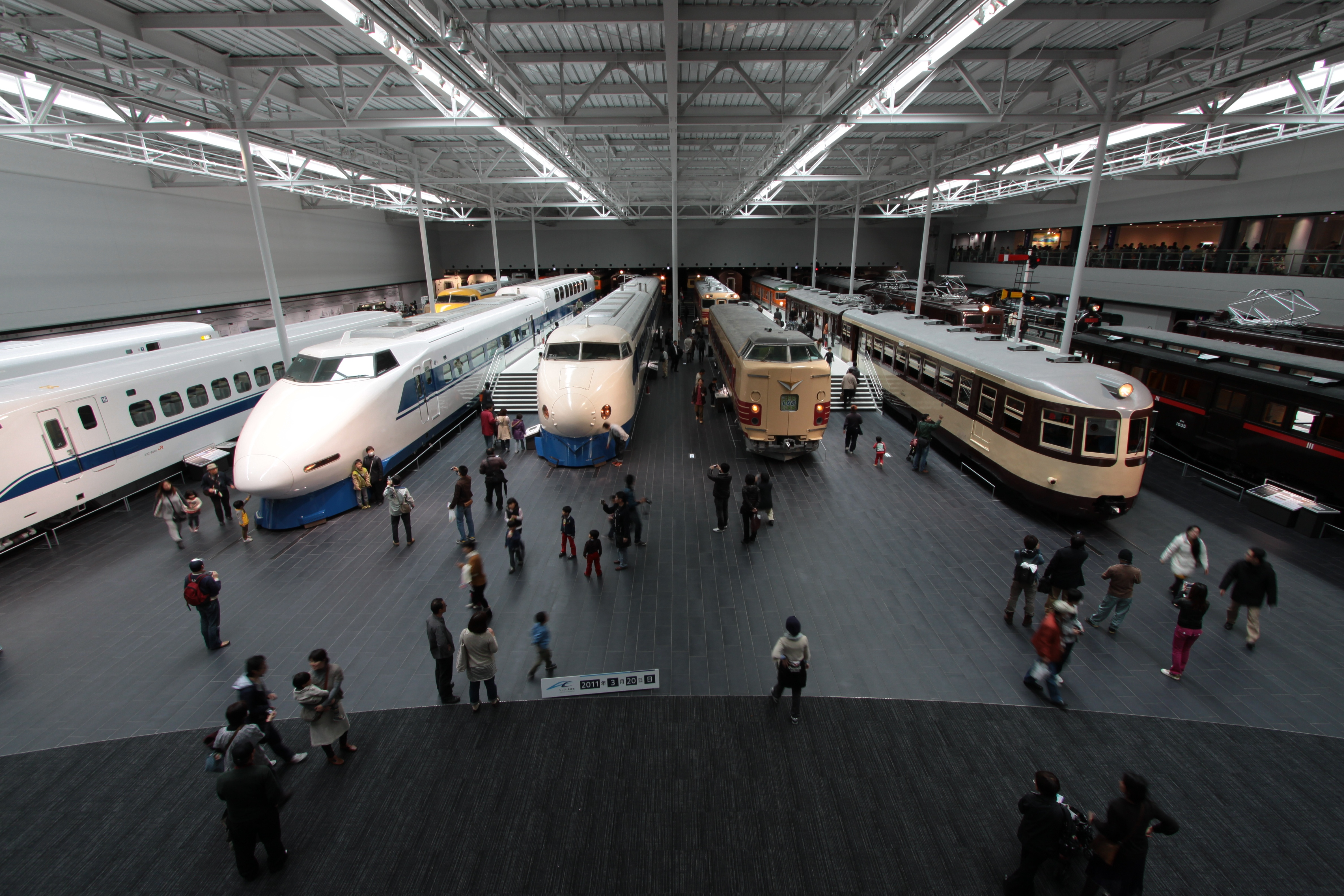
Grand hall du musée

Un premier hall (Symbolic Rolling Stock Hall) est dédié à trois modèles ayant battu des records de vitesse : La locomotive à vapeur C62-17, le prototype de Shinkansen 300X et le SCMaglev MLX01. Le reste de la collection est exposé dans le grand hall (Great Rolling Stock Hall) ou en extérieur. Au total, 39 véhicules sont présentés. Le reste du musée comprend des espaces d'exposition expliquant les techniques ferroviaires, un réseau de trains miniatures et des simulateurs de conduite.

### Shinkansen

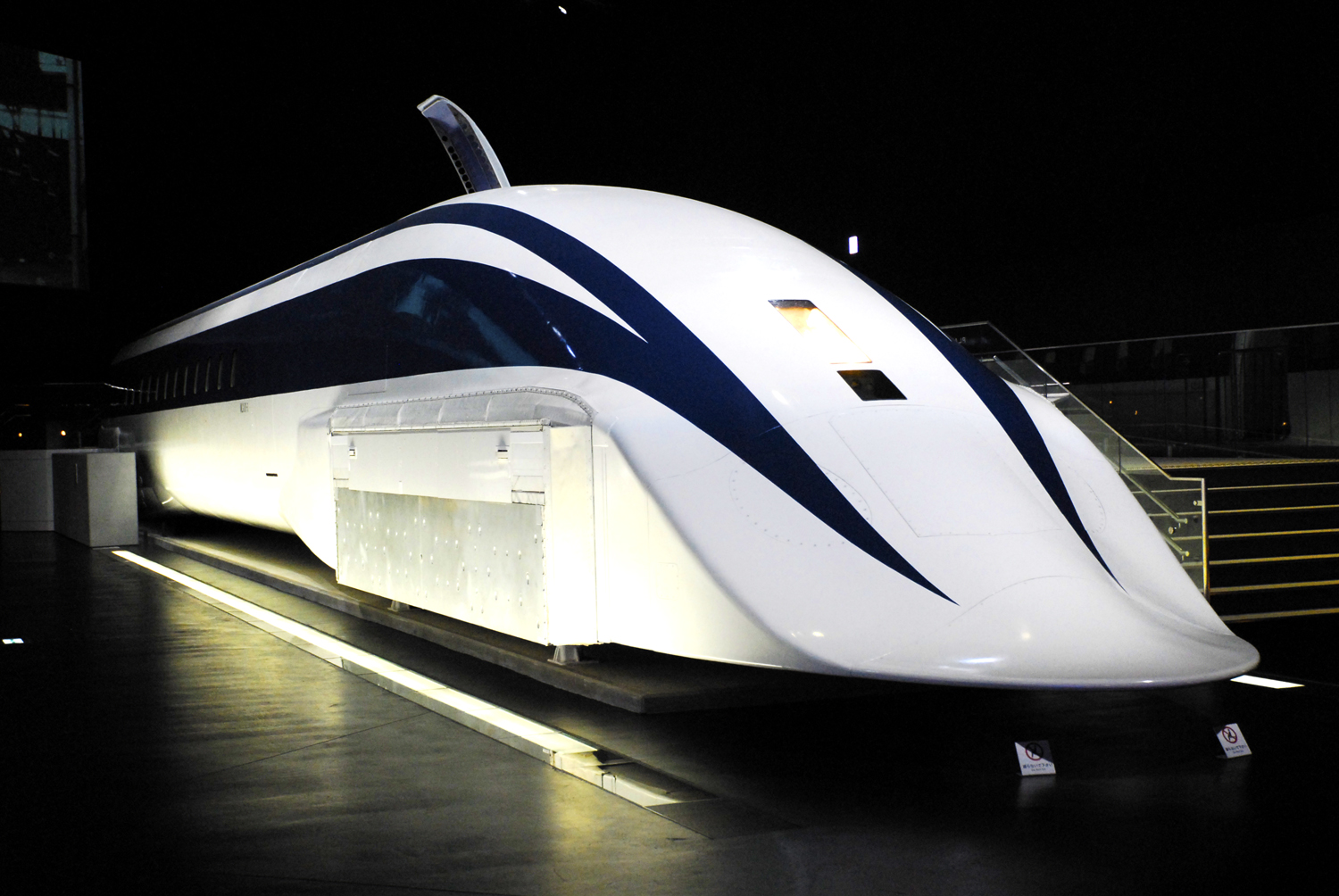
Maglev MLX01

| Série                   | Numéro   | Année de construction | Remarques                                                |
| ----------------------- | -------- | --------------------- | -------------------------------------------------------- |
| MLX01                   | MLX01-1  | 1995                  | Prototype Maglev                                         |
| Série 0                 | 21-25    | 1971                  |                                                          |
| Série 0                 | 16-2034  | 1986                  |                                                          |
| Série 0                 | 36-84    | 1975                  |                                                          |
| Série 0                 | 37-2523  | 1983                  |                                                          |
| Série 100               | 123-1    | 1986                  |                                                          |
| Série 100               | 168-9001 | 1985                  |                                                          |
| Série 300               | 322-9001 | 1990                  | Prototype                                                |
| Série 700               | 723-9001 | 1997                  | Prototype                                                |
| Série N700              | 783-9001 | 2005                  | Prototype                                                |
| Série N700              | 775-9001 | 2005                  | Prototype                                                |
| Série N700              | 786-9201 | 2005                  | Prototype                                                |
| Série 922 Doctor Yellow | 922-26   | 1979                  |                                                          |
| Série 955 300X          | 955-6    | 1994                  | Prototype Record de vitesse sur rail au Japon (443 km/h) |

### Locomotives

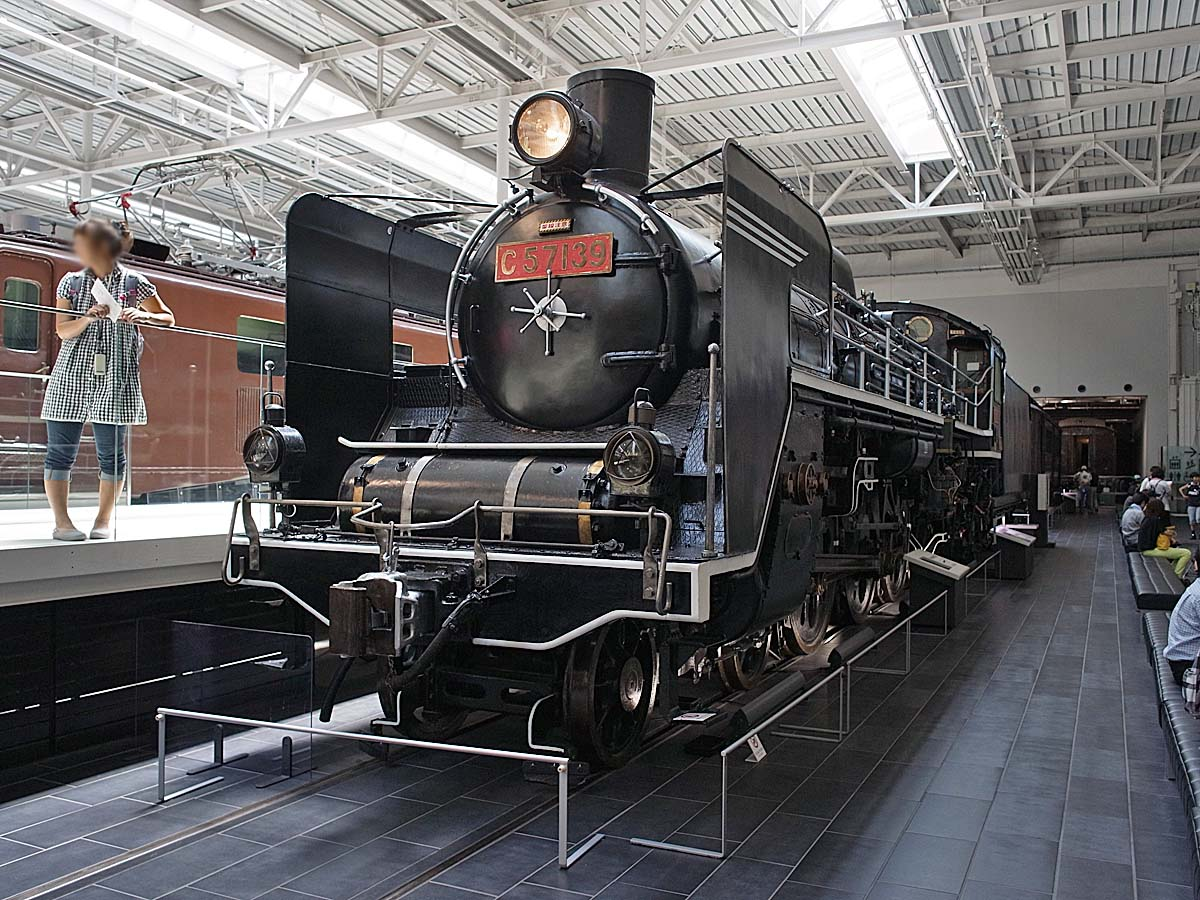
Locomotive classe C57

| Classe       | Numéro   | Type                  | Année de construction | Remarques                                                    |
| ------------ | -------- | --------------------- | --------------------- | ------------------------------------------------------------ |
| Classe Ke 90 | Ke 90    | Locomotive à vapeur   | 1918                  | Exposée en extérieur                                         |
| Classe C57   | C57 139  | Locomotive à vapeur   | 1940                  |                                                              |
| Classe C62   | C62 17   | Locomotive à vapeur   | 1948                  | Record de vitesse sur voie étroite pour une machine à vapeur |
| Classe ED11  | ED11 2   | Locomotive électrique | 1922                  |                                                              |
| Classe ED18  | ED18 2   | Locomotive électrique | 1923                  |                                                              |
| Classe EF58  | EF58 157 | Locomotive électrique | 1957                  |                                                              |

### Éléments automoteurs

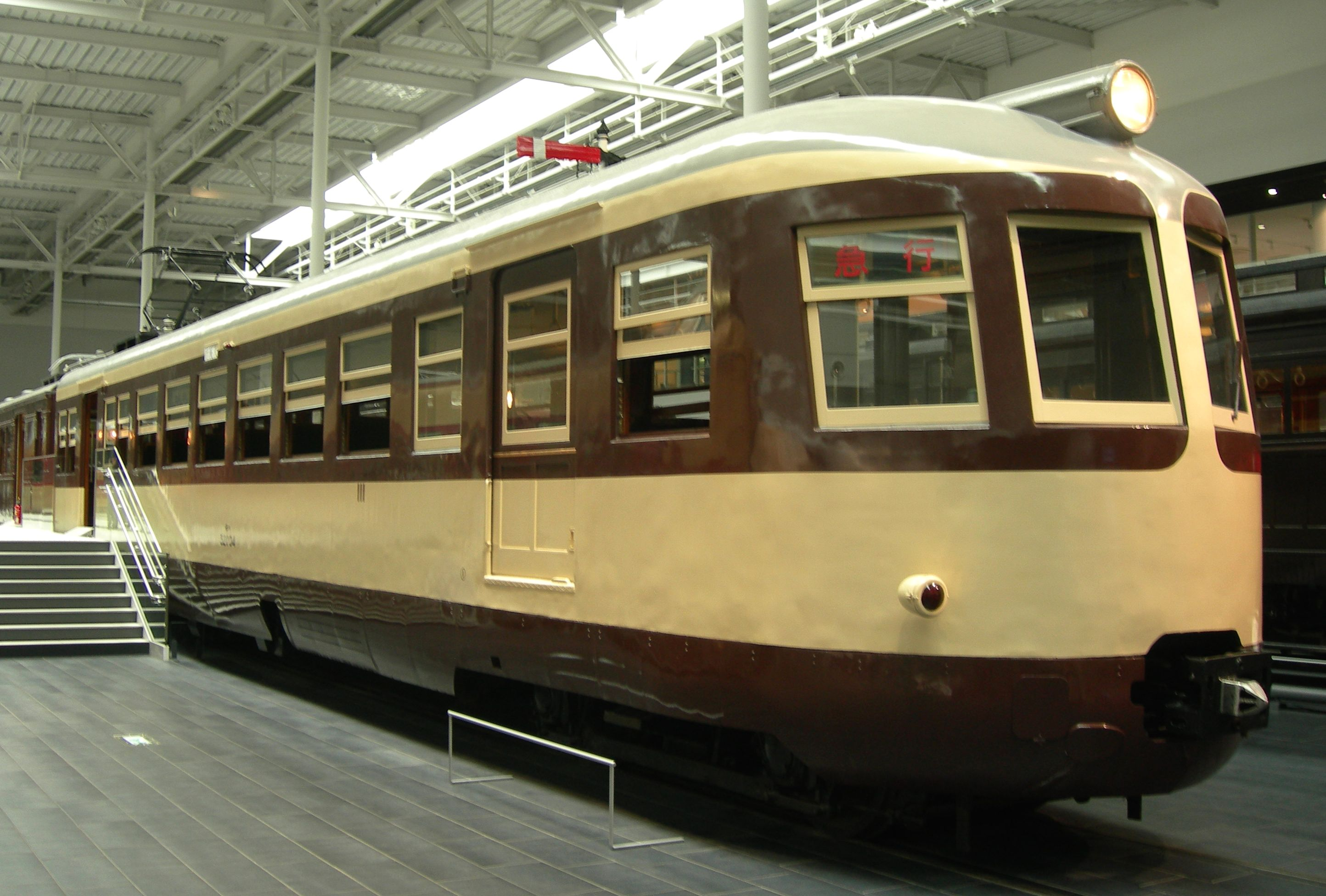
KuMoHa 52

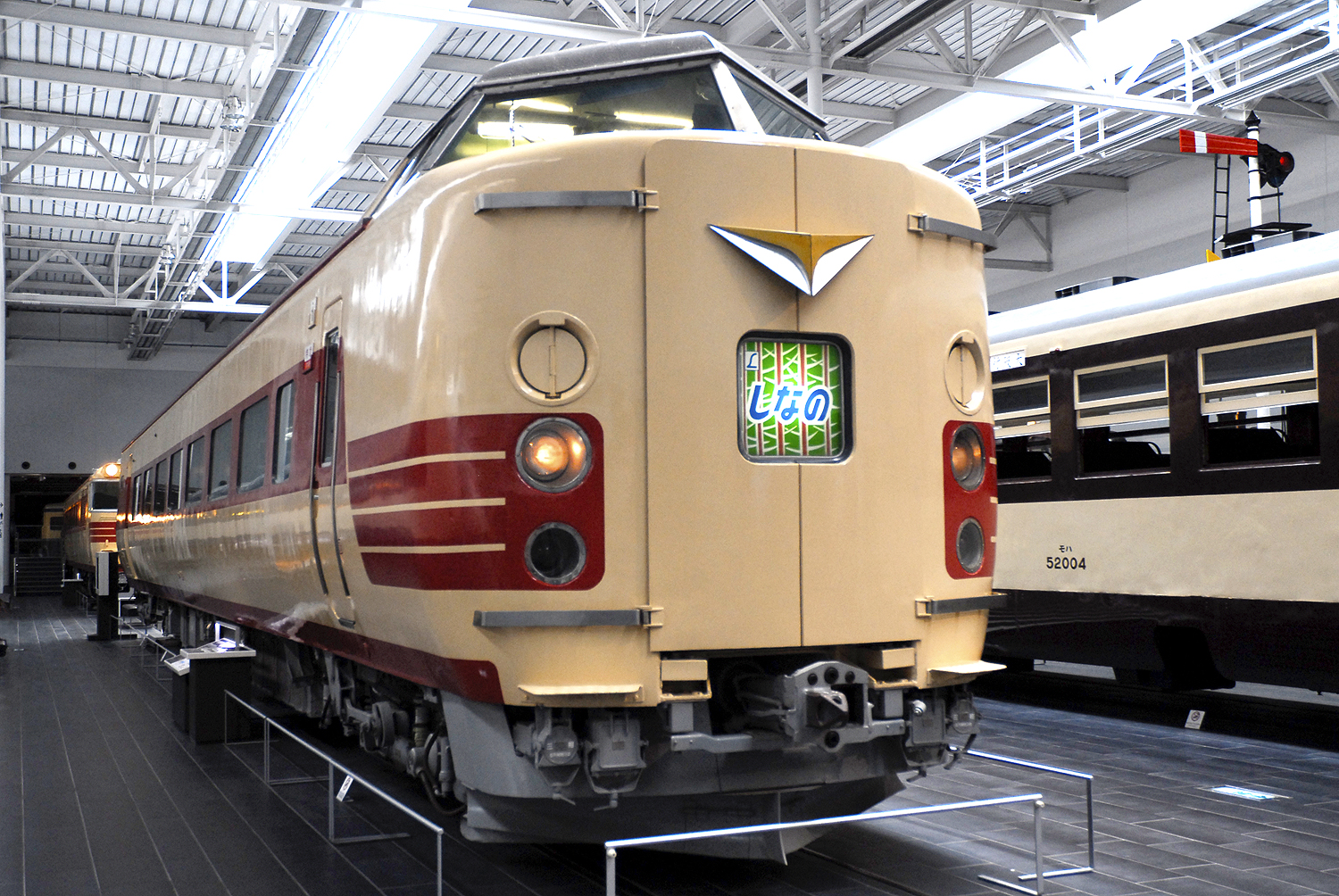
Série 381

| Série      | Numéro  | Type       | Année de construction | Remarques            |
| ---------- | ------- | ---------- | --------------------- | -------------------- |
| HoJi 6005  | 6014    | Vapeur     | 1913                  |                      |
| MoHa 1     | 1035    | Électrique | 1922                  |                      |
| KuMoHa 12  | 12041   | Électrique | 1927                  |                      |
| KuMoHa 52  | 52004   | Électrique | 1937                  |                      |
| MoHa 63    | 63638   | Électrique | 1947                  |                      |
| KiHa 48000 | 48036   | Diesel     | 1956                  |                      |
| KiHa 82    | 82-73   | Diesel     | 1965                  |                      |
| KiHa 181   | 181-1   | Diesel     | 1968                  |                      |
| Série 111  | 111-1   | Électrique | 1962                  |                      |
| Série 117  | 117-30  | Électrique | 1982                  | Exposée en extérieur |
| Série 117  | 116-59  | Électrique | 1982                  | Exposée en extérieur |
| Série 117  | 116-209 | Électrique | 1986                  | Exposée en extérieur |
| Série 165  | 165-108 | Électrique | 1966                  |                      |
| Série 165  | 165-106 | Électrique | 1967                  |                      |
| Série 381  | 381-1   | Électrique | 1973                  |                      |
| Série 381  | 381-11  | Électrique | 1974                  |                      |

### Voitures
| Classe   | Numéro | Année de construction | Remarques |
| -------- | ------ | --------------------- | --------- |
| SuNi 30  | 30 95  | 1929                  |           |
| OYa 31   | 31 12  | 1937                  |           |
| OHa 35   | 35 206 | 1941                  |           |
| MaINe 40 | 40 7   | 1948                  |           |
| Série 43 | 43 321 | 1954                  |           |
| Série 10 | 10 27  | 1960                  |           |